# Lotusphere
Lotusphere est la conférence annuelle de Lotus Software d'IBM, qui a lieu à Walt Disney World Swan à la fin du mois de janvier. Elle se tient également en Europe à Sofia. La première a eu lieu en décembre 1993.
En 2011, Watson a été invité pour l’achèvement de la session générale.